# ايمانويل نيوتن
ايمانويل نيوتن (بالإنجليزية: Emanuel Newton) هو فنان قتال مختلط أمريكي، ولد في 2 يناير 1984 في إنغليووود في الولايات المتحدة.

## وصلات خارجية
- ايمانويل نيوتن على موقع بيلاتور (الإنجليزية)
- ايمانويل نيوتن على موقع شيردوغ (الإنجليزية)
- ايمانويل نيوتن على موقع Tapology.com (الإنجليزية)
- ايمانويل نيوتن على موقع IMDb (الإنجليزية)